# Martina Hrašnová
Martina Hrašnová (Bratislava, Eslovaquia, 21 de marzo de 1983) es una atleta eslovaca, especialista en la prueba de lanzamiento de martillo, con la que ha llegado a ser medallista de bronce mundial en 2009.

## Carrera deportiva
En el Mundial de Berlín 2009 gana la medalla de bronce en lanzamiento de martillo, con una marca de 74,29 metros, quedando tras la polaca Anita Włodarczyk que con un lanzamiento de 77,26 m hizo récord mundial, y la alemana Betty Heidler que alcanzó los 77.12 m que supuso récord nacional de Alemania.